# とら醤油
とら醤油株式会社（とらしょうゆ）は、岡山県倉敷市に所在する調味料メーカー。創業は、江戸時代末期の万延元年（西暦1860年）。

## 沿革
三宅醤油店として創業し初代店主は三宅喜十郎、二代目店主は三宅喜十郎（初代喜十郎の長男が襲名）三代目店主は三宅タキ。
四代目店主三宅次平が1918年（大正7年）10月に大國醤油と合併したのち、同年12月に三宅醤油株式会社に改組した。初代代表取締役には三宅次平が就任した。
三宅次平は醬油醸造業を継ぐ傍ら、酒津薪炭合資会社の創設のほか、都窪郡中洲村村会議員、区委員、常設委員、水利関係組合委員、組合立倉敷高女務委員等を歴任した。また、岡山県醤油同業組合評議員、並びに倉敷・都窪・吉備の1市2郡の同組合の支部長も務めた。
以前は『元酒津醤油』の名称で醤油を販売していたが、三宅次平の代から『とら醤油』のブランド名で醤油を販売した。『とら醤油』の『とら』は、三宅次平が吉備津彦神社にて商売繁盛の相談をした際に、自分の生まれた干支の反対側にある干支『裏干支』（十二支を円形に並べた際に向き合っている干支）を大切にすると商売繁盛すると言われたことから名付けられたものである。次平は申年生まれで裏干支が寅となる。
県内外に支店・特約店を設置した。また、海外でも台湾・満州・アメリカ等に輸出した。当時の博覧会・共進会等において多数の一等金牌・名誉金牌を受領するに至り、1928年（昭和3年）11月10日に宮内省への嘉納、1930年（昭和5年）11月20日に昭和天皇の観覧と買い上げを受けている。
1950年（昭和25年）に社名を三宅醤油株式会社からとら醤油株式会社へ変更する。国内唯一の動物名の醤油屋となる。
2020年5月19日に民事再生法の適用を申請した。主要取引先だった盛田の支援のもと再建を行ってきたが頓挫する。その後個人投資家の支援の下、新会社が設立され事業と雇用が守られる。尚、旧来の会社は2022年1月31日に清算が結了し登記が完了した。
新会社は2023年にOICグループの丸越醸造の傘下となった。